# Letiště Paříž-Orly
Letiště Paříž – Orly (francouzsky Aéroport de Paris – Orly, IATA: ORY, ICAO: LFPO) je mezinárodní letiště ležící jižně od Paříže na území města Orly. Do otevření Letiště Charlese de Gaulla bylo hlavním pařížským letištěm a i v současnosti zůstává nejvytíženějším letištěm pro vnitrostátní linky.

## Historie

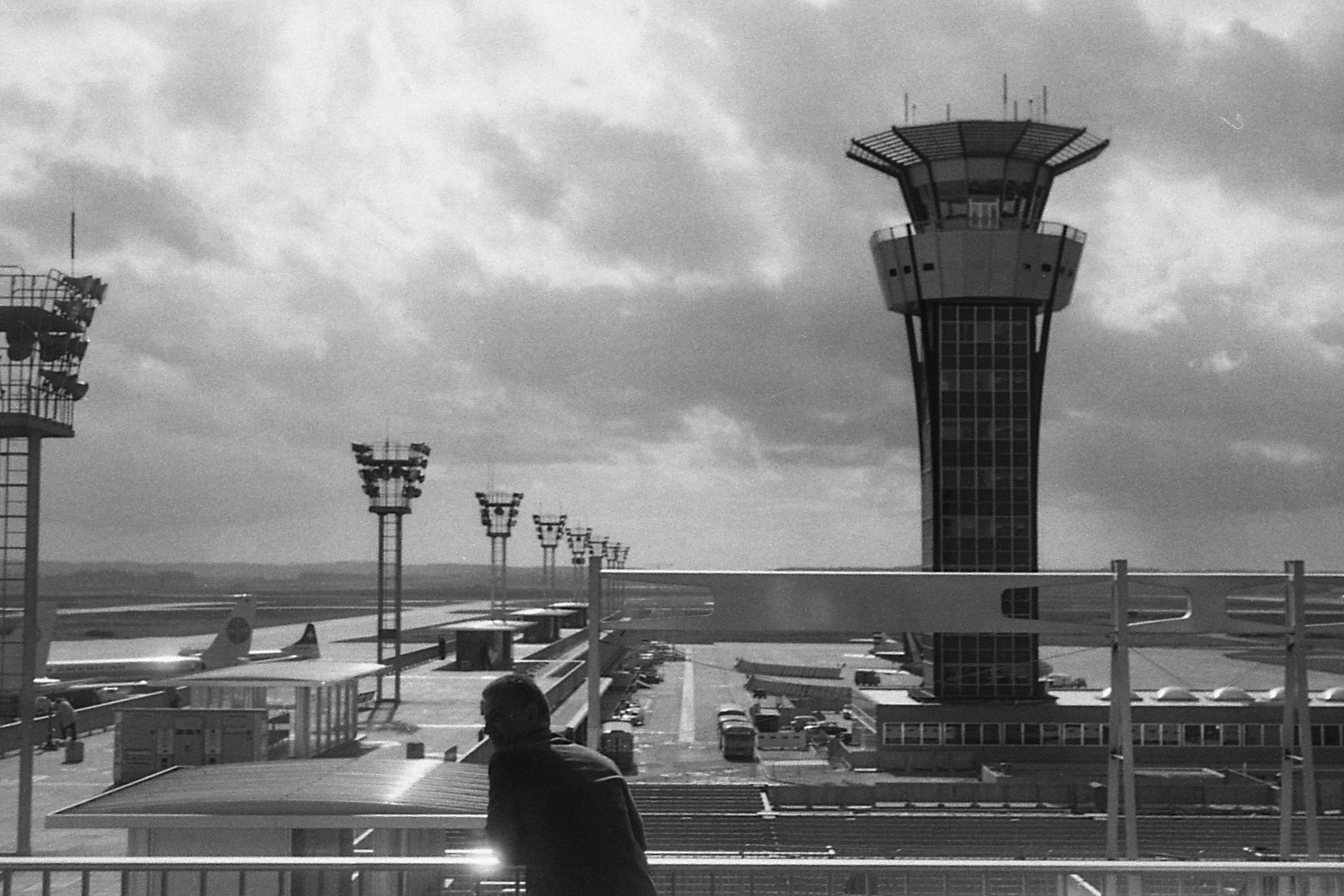
Letiště Paříž – Orly v roce 1965

Už ve 20. letech byly u Orly zřízeny až 300 m dlouhé hangáry. Během druhé světové války bylo letiště obsazeno německou Luftwaffe a až roku 1946 předaly letiště americké vzdušné síly francouzským úřadům, které Orly opět zprovoznily. Již v roce 1948 odbavilo letiště na 215 000 cestujících.
V 50. letech letiště Orly vystřídalo letiště Le Bourget na pozici nejdůležitějšího pařížského letiště. Nazývalo se jednoduše Aéroports de Paris (Pařížské letiště), nicméně název Orly se také sporadicky používal. Po otevření velkokapacitního letiště Charlese de Gaulla se tento název zcela prosadil.
V roce 1952 se Air France nastěhovala do terminálu Sever. O dva roky později byla uvedena do provozu severní věž Orly. V roce 1956 začala výstavba terminálu Jih, který byl otevřen v roce 1961. V roce 1966 následovala nová kontrolní věž a v roce 1971 byl zprovozněn druhý nový terminál Západ.
V roce 1991 byl uveden do provozu Orlyval spojující letiště s linkou příměstské železnice RER B.
Letištní areál o rozloze 15,5 km2 se již po mnoho let nerozšiřuje. V roce 1996 byl vydán zákaz dalšího rozšiřování letiště a kapacity se rozšiřují jen na Letišti Charlese de Gaulla v Roissy. Maximální roční kapacita nesmí přesáhnout 30 milionů cestujících a 250 000 letů, zakázané jsou i noční lety (mezi 23:30 až 6:00). Všechny starty musejí čekat do následujícího rána, přílety jsou odkláněny na letiště v Roissy. Tato opatření mají ochránit obyvatele okolo letiště od nadměrného hluku.
Dne 18. března 2017 se na tomto letišti konala střelba. Muž se zmocnil zbraně hlídkující vojačky, následně byl ostatními vojáky zastřelen. Mohlo se jednat o teroristický útok.

## Terminály

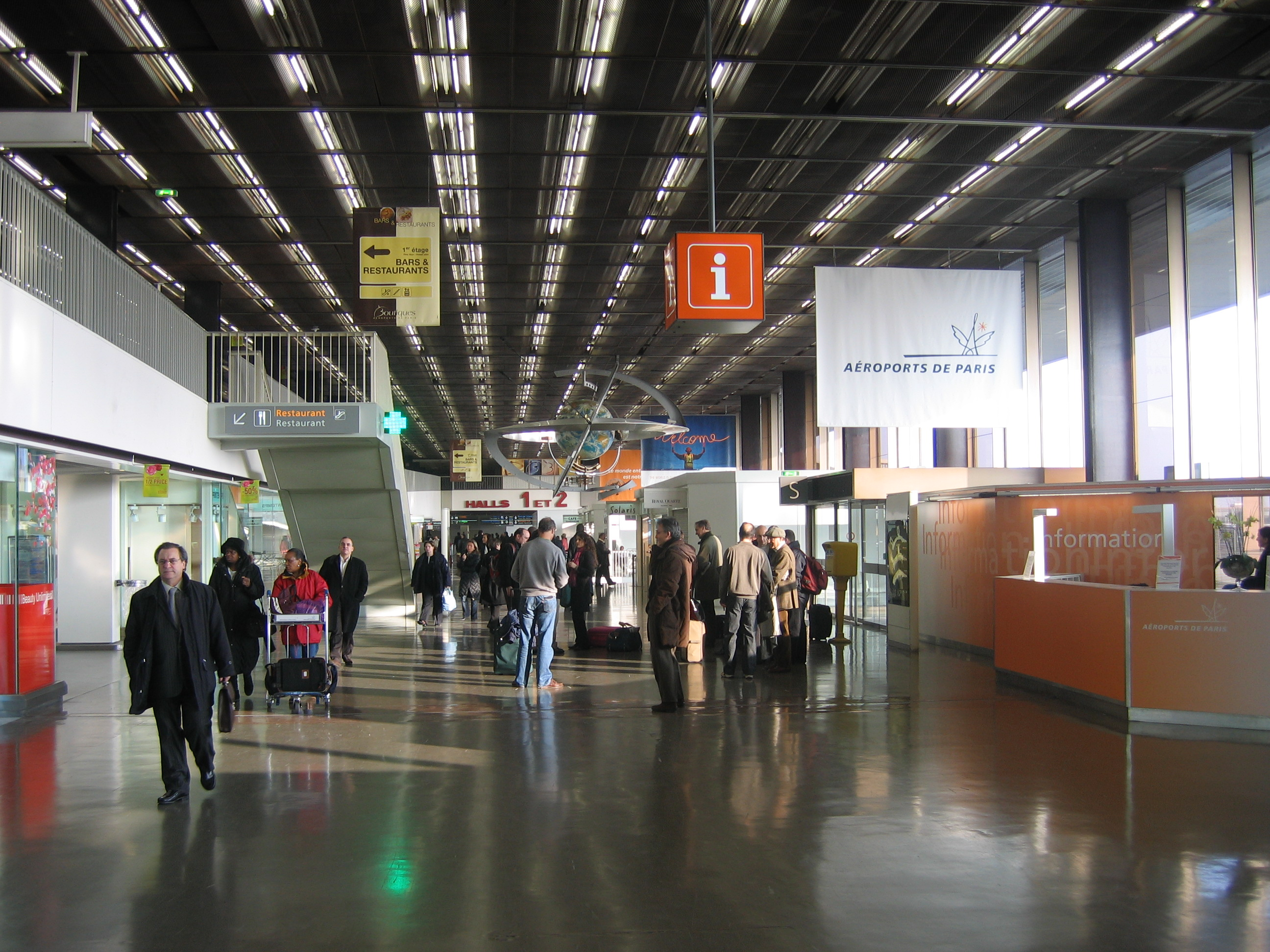
Západní terminál Orly Ouest

Jižní terminál (Orly Sud) byl otevřen v roce 1961 podle návrhu architekta Henryho Vicariota. Tvoří ho 200 m dlouhá a 70 m široká ocelová konstrukce se skleněnou fasádou. Z osmi podlaží jsou dvě podzemní především pro technické zázemí. Vyhlídkové terasy vedou až na střechu. V roce 1966 díky přístavbě vzrostla délka budovy na 700 m a kapacita ze šesti na devět miliónů pasažérů ročně.
Hlavními kritérii při zadání druhého, západního terminálu (Orly Ouest) bylo výrazné zkrácení pěší cesty ze 400 m u jižního terminálu na pouhých 100 m, oddělená podlaží pro check-in a vydávání zavazadel, přímé spojení mezi parkovišti a odletovou halou bez křížení cest a ohled na další rozšíření. V roce 1971 byly otevřeny prostřední haly 2 a 3 s kapacitou tři milióny pasažérů určené především pro vnitrostátní a středně dlouhé lety. V roce 1986 následovala výstavba haly 4, kde byly umístěny přepážky check-in. V roce 1993 vznikla hala 1 a kapacita terminálu dosáhla šesti miliónů cestujících.

## Poloha a spojení s Paříží

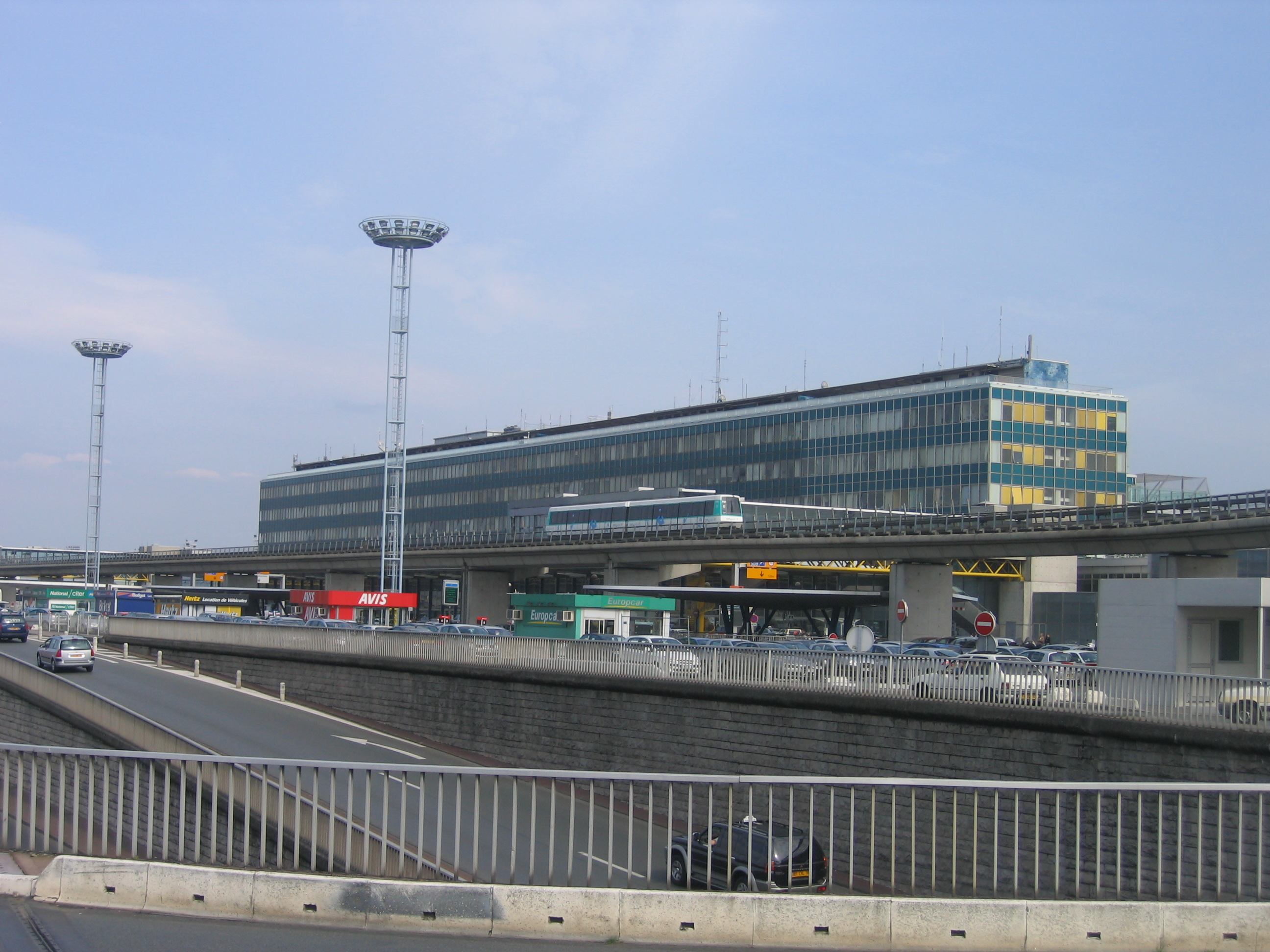
Automatický vlak Orlyval před Orly Sud

Letiště leží devět kilometrů jižně od Paříže na území obcí Orly, Villeneuve-le-Roi, Athis-Mons, Paray-Vieille-Poste, Chilly-Mazarin a Wissous.
Národní silnice N7 do Paříže vede pod jižním terminálem a pod jižními letištními dráhami, nejbližší dálnicí je A6.
Automatický vlak Orlyval má stanice na obou terminálech a pokračuje asi 7 km ke stanici Antony, kde lze přestoupit na linku RER B do Paříže a pokračovat až na letiště Charlese de Gaulla. Další linka RER C má stanici Pont-de-Rungis/Aéroport d'Orly, odkud odjíždějí kyvadlové autobusové spoje na letiště.
Dopravní podnik RATP provozuje na letiště pravidelné autobusové linky č. 183 ke stanici metra Porte de Choisy, č. 285 ke stanici Villejuif – Louis Aragon a dvě linky noctilien (noční spoje) na Porte d'Italie a Athis Mons – Pyramide de Juvisy. Zvláštní linky jsou Jetbus jezdící do Villejuif – Louis Aragon.